# Medalha Richard W. Hamming
A Medalha Richard W. Hamming (em inglês: Richard W. Hamming Medal ou IEEE Richard W. Hamming Medal) é um prêmio anual concedido pelo Instituto de Engenheiros Eletricistas e Eletrônicos (IEEE), por 'contribuições excepcionais à ciência da informação, informática econômica e tecnologia da informação.' O prêmio pode ser concedido a um indivíduo ou grupo de até três.
O prêmio foi estabelecido pelo Conselho Administrativo do IEEE, em 1986. É denominado em homenagem a Richard W. Hamming, que teve um papel central no desenvolvimento do computador e na ciência da computação, que muito contribuiu na área da ciência da informação, incluindo códigos de correção de erros.
Os laureados recebem uma medalha de ouro, uma réplica de bronze, um certificado e uma quantia em dinheiro.

## Laureados
- 1988 - Richard Hamming
- 1989 - Irving Stoy Reed
- 1990 - Dennis Ritchie e Ken Thompson
- 1991 - Elwyn Berlekamp
- 1992 - Lotfali Askar-Zadeh
- 1993 - Jorma Rissanen
- 1994 - Gottfried Ungerboeck
- 1995 - Jacob Ziv
- 1996 - Mark Pinsker
- 1997 - Thomas M. Cover
- 1998 - David Clark
- 1999 - David A. Huffman
- 2000 - Solomon Wolf Golomb
- 2001 - Alexander G. Fraser
- 2002 - Peter Elias
- 2003 - Claude Berrou e Alain Glavieux
- 2004 - Jack Keil Wolf
- 2005 - Neil Sloane
- 2006 - Vladimir Levenshtein
- 2007 - Abraham Lempel
- 2008 - Sergio Verdú
- 2009 - Peter Franaszek
- 2010 - Whitfield Diffie, Martin Hellman e Ralph Merkle
- 2011 - Toby Berger
- 2012 - Michael Luby e Amin Shokrollahi
- 2013 - Robert Calderbank
- 2014 - Thomas Richardson e Rüdiger Urbanke
- 2015 - Imre Csiszár
- 2016: Abbas El Gamal[1]
- 2017: Shlomo Shamai[2]